# George Howard (Hebraist)
George Eulan Howard (* 3. Juni 1935 in Clinton, Oklahoma; † 21. November 2018) war ein US-amerikanischer Hebraist.

## Leben
Howard erwarb 1957 den Bachelor am David Lipscomb College (Nashville), 1961 den Master of Theology an der Harding Graduate School (Memphis) und 1964 einen PhD am Hebrew Union College. Er lehrte zunächst (ab 1964 als Assistant Professor for Religion, 1967 Associate Professor) am David Lipscomb College, bevor er 1968 als Assistant Professor für Classics an die University of Georgia wechselte. Dort wurde er 1972 zum Associate Professor for Religion und 1978 zum (Full) Professor ernannt.

## Werke (Auswahl)
- Paul. Crisis in Galatia: A Study in Early Christian Theology (= Society for New Testament Studies, Monograph series. Band 35). Cambridge University Press, Cambridge; New York 1978, ISBN 0-521-38230-0 (englisch).
- The teaching of Addai (= Texts and translations, no. 16.; Texts and translations., Early Christian literature series, 4). Scholars Press, Chico, Calif 1981, ISBN 978-0-89130-490-6 (englisch).
- The Gospel of Matthew according to a primitive Hebrew text. Mercer University Press, Macon, Ga. 1987, ISBN 978-0-86554-250-1 (englisch).
- Hebrew Gospel of Matthew. 2. Auflage. Mercer University, Macon, GA 2002, ISBN 0-86554-442-5 (englisch).